# David Labrava
David M. Labrava (Miami, 19 de outubro de 1962) é ator, escritor, tatuador, ex-membro dos Hells Angels, e entusiasta norte-americano de motocicletas, mais conhecido por interpretar Happy Lowman na série da FX, Sons of Anarchy e seu derivado Mayans M.C.

## Biografia
Labrava nasceu em Miami, Flórida, e passou um tempo em Amsterdã tatuando e trabalhando como segurança em um clube. Ele cresceu andando de motocross e ganhou sua primeira Harley-Davidson quando tinha 17 anos. Aos 14 anos, ele cozinhava torresmo com os cubanos em Hialeah, Flórida.

## Carreira
Labrava foi contratado como consultor técnico para Sons of Anarchy e, em seguida, foi escalado como Happy Lowman; ele esteve com a série desde seu início em 2008 até seu final em 2014. Ele também co-escreveu o episódio 10 da 4ª temporada, intitulado "Hands", o único episódio em sete temporadas que ganhou um prêmio, uma menção honrosa da revista TIME.
Labrava é autor de uma autobiografia de sucesso, intitulada Becoming A Son.
Labrava escreveu, produziu, dirigiu e estrelou seu primeiro longa-metragem, intitulado Street Level (2015), que está disponível em plataformas digitais.
Labrava escreve a coluna "Burnin' Rubber with Jimmy Carbone" na revista nacional de hot rod, Ol Skool Rodz. Ele é creditado como Dave "D.L." Labrava. Antes ele escrevia para a revista Horse Motorcycle e construiu uma motocicleta que foi capa em março de 2001.

## Vida pessoal
Labrava mora em Oakland, Califórnia, com seus cães. Ele pratica o budismo.
Seu filho Tycho cometeu suicídio em 5 de maio de 2018 aos 16 anos. Anteriormente, não havia sinais externos de depressão ou quaisquer outros problemas de saúde mental. Labrava escreveu no Instagram, "Estou quebrado", e incentivou seus seguidores a se comunicarem com seus entes queridos, porque "pode não haver sinais".

### Problemas legais
Labrava foi preso em 2008 no Condado de Missoula, Montana, por duas acusações de porte de maconha e duas acusações de contravenção por posse de parafernália. Um mandado de busca foi obtido em seu quarto de hotel depois que uma mulher relatou que ele a havia mantido ali contra sua vontade. Depois que o mandado de busca foi executado, 1,5 grama foi encontrado na sala, bem como um cachimbo.

## Filmografia
| Ano     | Título                                  | Papel        | Notas                                                            |
| ------- | --------------------------------------- | ------------ | ---------------------------------------------------------------- |
| 2008–14 | Sons of Anarchy                         | Happy Lowman | Série de televisão Papel principal 71 episódios Também consultor |
| 2015    | Street Level                            | Rico         | Filme                                                            |
| 2016    | The Package                             | Tony         | Curta-metragem                                                   |
| 2017    | 1% - The Voice Within                   | Top Dog      | Filme                                                            |
| 2018    | Lucifer                                 | Mike         | Série de televisão 1 episódio                                    |
| 2018–19 | Mayans M.C.                             | Happy Lowman | Série de televisão 7 episódios                                   |
| 2019    | Tyga & YG & Santana: Mamacita           | Ele mesmo    | Videoclipe                                                       |
| 2020    | Hunter's Moon                           | Vinnie       | Filme                                                            |
| 2021    | Shadows                                 | Nicolas      | Filme Pós-produção                                               |
| TBD     | Irish Whisper 'The' Story of Jimmy Haye | Tellis       | Filme Pré-produção                                               |